# Ba Tơ
Ba Tơ là một huyện miền núi nằm ở phía tây nam tỉnh Quảng Ngãi, Việt Nam.

## Địa lý
Huyện Ba Tơ nằm ở phía tây nam của tỉnh Quảng Ngãi, có vị trí địa lý:
- Phía bắc giáp huyện Sơn Hà, huyện Minh Long và huyện Nghĩa Hành
- Phía nam giáp huyện An Lão, tỉnh Bình Định và huyện Kbang, tỉnh Gia Lai
- Phía tây giáp huyện Kon Plông, tỉnh Kon Tum
- Phía đông giáp thị xã Đức Phổ.

Diện tích tự nhiên của huyện là 113.669,52 ha, lớn nhất trong các đơn vị hành chính cấp huyện thuộc tỉnh Quảng Ngãi và chiếm hơn 1/5 diện tích toàn tỉnh. Dân số của huyện năm 2008 là 49.766 người, chủ yếu gồm các dân tộc: Kinh và H're.

## Hành chính
Huyện Ba Tơ có 19 đơn vị hành chính cấp xã trực thuộc, bao gồm 1 thị trấn và 18 xã:

## Lịch sử
Sau năm 1975, huyện Ba Tơ thuộc tỉnh Nghĩa Bình, gồm 14 xã: Ba Bích, Ba Dung, Ba Trung, Ba Điền, Ba Dinh, Ba Đình, Ba Động, Ba Lế, Ba Nam, Ba Ngạc, Ba Tiêu, Ba Trang, Ba Vinh, Ba Xa.
Ngày 12 tháng 3 năm 1987: 
- Thành lập thị trấn Ba Đình (thị trấn huyện lỵ huyện Ba Tơ) trên cơ sở sáp nhập các thôn Đá Bàng, Tài Năng (xã Ba Đình); thôn Vã Nhăn, Con Dung (xã Ba Dung) và thôn Tài Năng 1, Tài Năng 2 (xã Ba Trung)
- Giải thể xã Ba Đình, sáp nhập thôn Dốc Mốc vào xã Ba Trung và thôn Đồng Dinh vào xã Ba Dinh
- Đổi tên xã Ba Trung thành xã Ba Cung
- Đổi tên xã Ba Dung thành xã Ba Chùa.

Ngày 30 tháng 6 năm 1989, tỉnh Quảng Ngãi được tái lập từ tỉnh Nghĩa Bình, huyện Ba Tơ thuộc tỉnh Quảng Ngãi.
Ngày 26 tháng 12 năm 1990: 
- Đổi tên thị trấn Ba Đình thành thị trấn Ba Tơ
- Chia xã Ba Tiêu thành 2 xã: Ba Tiêu và xã Ba Vì.

Ngày 1 tháng 8 năm 1993: 
- Thành lập xã Ba Liên trên cơ sở một phần diện tích và dân số của các xã Ba Động, Ba Cung;
- Thành lập xã Ba Thành trên cơ sở một phần diện tích tự nhiên và dân số của các xã Ba Động, Ba Vinh
- Thành lập xã Ba Tô trên cơ sở một phần diện tích và dân số của các xã Ba Dinh, Ba Tiêu, Ba Vì, Ba Nam.

Ngày 23 tháng 6 năm 1999, thành lập xã Ba Khâm trên cơ sở 5.150 ha diện tích tự nhiên và 1.247 nhân khẩu của xã Ba Trang.
Ngày 10 tháng 3 năm 2003, Chính phủ ban hành Nghị định số 20/2003/NĐ-CP. Theo đó, điều chỉnh 1.019 ha diện tích tự nhiên của xã Phổ Phong thuộc huyện Đức Phổ về xã Ba Liên thuộc huyện Ba Tơ quản lý.
Sau khi điều chỉnh, xã Ba Liên thuộc có 4.112 ha diện tích tự nhiên và 935 người. Huyện Ba Tơ có 113.254 ha diện tích tự nhiên và 46.449 người.
Ngày 23 tháng 12 năm 2008, thành lập xã Ba Giang trên cơ sở điều chỉnh 5.419,82 ha diện tích tự nhiên và 1.521 nhân khẩu của xã Ba Dinh.
Ngày 1 tháng 2 năm 2020, giải thể xã Ba Chùa, địa bàn sáp nhập vào thị trấn Ba Tơ và xã Ba Dinh.
Huyện Ba Tơ có 1 thị trấn và 18 xã như hiện nay.

## Kinh tế
Cơ cấu kinh tế huyện Ba Tơ được xác định gồm: nông - lâm nghiệp, công nghiệp - tiểu thủ công nghiệp, thương mại - dịch vụ. Năm 2004, nông, lâm nghiệp chiếm 71,9%, công nghiệp - tiểu thủ công nghiệp chiếm 13,3%, thương mại - dịch vụ chiếm 14,8%; tổng giá trị sản xuất năm 2004 là 159 tỷ đồng. Năm 2005, giá trị sản xuất nông, lâm nghiệp 125,700 tỷ đồng, trong khi giá trị sản xuất công nghiệp là 16,161 tỷ đồng.

## Du lịch
Huyện nổi tiếng về đội du kích Ba Tơ và cuộc khởi nghĩa Ba Tơ. Di tích cuộc khởi nghĩa Ba Tơ đã được Bộ Văn hóa Thông tin Việt Nam xếp hạng. Bảo tàng Ba Tơ trưng bày những hiện vật liên quan đến cuộc khởi nghĩa. Huyện còn có làng dệt thổ cẩm nổi tiếng (làng Teng). Từ đây có quốc lộ 24A đi Tây Nguyên, Lào và Campuchia.
Ba Trang là xã nơi bác sĩ Đặng Thùy Trâm đã hy sinh.
Hồ Núi Ngang là công viên giải trí của địa phương, là nơi đăng cai lễ hội đua thuyền truyền thống tỉnh Quảng Ngãi vào năm 2006.

## Văn hóa
Tên của huyện được đặt cho một cây cầu, một con đường và một khu dân cư tại Quận 8, Thành phố Hồ Chí Minh.